# Valdelagrana
Valdegrana es una urbanización perteneciente al término municipal de El Puerto de Santa María en la provincia de Cádiz (Andalucía, España). El núcleo se encuentra en la desembocadura del Río Guadalete y enfrente de la playa homónima. Está situada a 2 kilómetros del centro del casco urbano de El Puerto y a 8 km de Cádiz.
Cuenta con un colegio público, "C.E.I.P Valdelagrana", construido en 1986 y el instituto también público es llamado como "I.E.S Valdelagrana".
Existen además dos colegios privados en esta zona, el Colegio Grazalema y el Colegio Guadalete, femenino y masculino respectivamente, pertenecientes al Grupo Attendis, bajo la dirección espiritual del Opus Dei. También es posible ir a la Universidad de Cádiz en tren.
Valdelagrana cuenta actualmente con tres establecimientos hoteleros: Puerto Bahía, Campomar y Playa Valdelagrana. 